# Hugo Tiberg
Den här sidan handlar om rättsvetaren, för bergsteknikern, se Hugo Tiberg (bergstekniker).
Hugo Tiberg, född 1929, är professor emeritus vid Stockholms universitet samt rättsvetenskaplig författare sedan 1960-talet. Tiberg var även föreståndare för Axel Ax:son Johnsons institut för sjö- och annan transporträtt vid Stockholms universitet. Han innehade även under en period innan han pensionerades professuren i sjö- och transporträtt vid Handelshögskolan, Göteborgs universitet. Tiberg har publicerat en rad böcker och artiklar på framförallt sjö- och transporträttens område. Till hans mest kända verk hör The Law of Demurrage. Boken är ett av de främsta standardverken på området i världen och har publicerats i flera upplagor.
Tiberg skrev 1995-03-23 i Dagens Industri en uppmärksammad debattartikel: "Riksdagen måste ta itu med slarviga lagförslag". Tiberg nämner särskilt sjölagen och fastighetsmäklarlagen, som han ansåg vara undermåliga produkter levererade från regeringskansliet. 
Tiberg har även allvarligt kritiserat de senaste årens lagstiftning inom fritidsbåtsektorn. Till exempel Sveriges allmänna och enligt Tiberg EU-stridiga förbud mot vattenskoter och inte minst den nya lagen om sjöfylleri med 0,2 promille som gräns. Tiberg anser inte att lagändringen är sakligt motiverad och underbyggd utan den speglar politikers klåfingrighet på ett område de knappast känner till. 
Hugo Tiberg har räddningsbåten Rescuerunner Hugo Tiberg, placerad på Sjöräddningssällskapets räddningsstation vid Hammarby-Slussen i Stockholm, namngiven efter sig.